# Reticulitermes
Reticulitermes és un gènere de tèrmits dins la família Rhinotermitidae.

## Distribució

### A Europa
- Reticulitermes lucifugus és una de les dues espècies devoradores de fusta que habiten en els Països Catalans[2]
- Reticulitermes santonensis es troba a França occidental
- Reticulitermes grassei al sud-oest de França, nord-oest i sud d'Espanya i Portugal
- Reticulitermes banyulensis al Rosselló i la Provença.[3]
- Reticulitermes urbis, és una espècie recent descrita que es troba al sud-est de França fins a Itàlia.

### Àsia
Reticulitermes speratus al Japó.

### Amèrica del Nord
- Reticulitermes flavipes des del sud d'Ontario i a tots els estats de l'est dels Estats Units.
- Reticulitermes virginicus
- Reticulitermes hageni.